# Malaia
Malaia – wieś w Rumunii, w okręgu Vâlcea, w gminie Malaia. W 2011 roku liczyła 961 mieszkańców.